# 软雀花
软雀花（学名：Sanicula elata）为伞形科变豆菜属的植物。分布在東南亞、坦桑尼亚、不丹、马达加斯加、印度、尼泊尔、斯里兰卡、扎伊尔、日本、埃塞俄比亚、印度尼西亚、越南以及中国大陆西南地區，生长于海拔1,000米至3,300米的地区，多生长于林下或河沟边，目前尚未由人工引种栽培。

## 别名
三叶七、水茯苓（四川）